# Desuri
Desuri är en ort i Indien.   Den ligger i distriktet Pāli och delstaten Rajasthan, i den nordvästra delen av landet, 500 km sydväst om huvudstaden New Delhi. Desuri ligger 384 meter över havet och antalet invånare är 8 897.
Terrängen runt Desuri är platt åt nordväst, men åt sydost är den kuperad. Runt Desuri är det ganska tätbefolkat, med 120 invånare per kvadratkilometer. Närmaste större samhälle är Sādri, 14,9 km sydväst om Desuri. Trakten runt Desuri består till största delen av jordbruksmark.